# Tênis de mesa nos Jogos Pan-Americanos de 1987
O tênis de mesa nos Jogos Pan-Americanos de 1987 foi realizado em Indianápolis, nos Estados Unidos.

## Eventos
| Evento                        | Ouro                                                                   | Prata                                                                   | Bronze                                               |
| ----------------------------- | ---------------------------------------------------------------------- | ----------------------------------------------------------------------- | ---------------------------------------------------- |
| Individual masculino detalhes | Gideon Joe Ng ( CAN )                                                  | Sean O'Neill ( USA )                                                    | Cláudio Kano ( BRA )                                 |
| Individual masculino detalhes | Gideon Joe Ng ( CAN )                                                  | Sean O'Neill ( USA )                                                    | Carlos Issamu Kawai ( BRA )                          |
| Individual feminino detalhes  | Insook Bhushan ( USA )                                                 | Mariann Domonkos ( CAN )                                                | Mónica Liyau ( PER )                                 |
| Individual feminino detalhes  | Insook Bhushan ( USA )                                                 | Mariann Domonkos ( CAN )                                                | Carmen Miranda Yera ( CUB )                          |
| Duplas masculinas detalhes    | CAN Canadá Gideon Joe Ng Horatio Pintea                                | BRA Brasil Hugo Hoyama Cláudio Kano                                     | CHI Chile Marcos Nunes Jorge Gambra                  |
| Duplas masculinas detalhes    | CAN Canadá Gideon Joe Ng Horatio Pintea                                | BRA Brasil Hugo Hoyama Cláudio Kano                                     | DOM República Dominicana Mario Álvarez Juan Vila     |
| Duplas femininas detalhes     | CUB Cuba Carmen Miranda Yera Marisel Ramirez                           | CAN Canadá Mariann Domonkos Thanh Mach                                  | CUB Cuba Madeleine Armas Marta Báez                  |
| Duplas femininas detalhes     | CUB Cuba Carmen Miranda Yera Marisel Ramirez                           | CAN Canadá Mariann Domonkos Thanh Mach                                  | ECU Equador Patricia Cabrera Betty Guamancera        |
| Duplas mistas detalhes        | USA Estados Unidos Khoa Nguyen Insook Bhushan                          | USA Estados Unidos Sean O'Neill Diana Gee                               | CAN Canadá Joe Ng Mariann Domonkos                   |
| Duplas mistas detalhes        | USA Estados Unidos Khoa Nguyen Insook Bhushan                          | USA Estados Unidos Sean O'Neill Diana Gee                               | VEN Venezuela Francisco Lopez Elizabeth Popper       |
| Equipes masculinas detalhes   | BRA Brasil Cláudio Kano Hugo Hoyama Carlos Kawai                       | USA Estados Unidos James Butler Khoa Nguyen Sean O'Neill Quang Bui      | CAN Canadá Joe Ng Horatio Pintea Cristopher Chu      |
| Equipes femininas detalhes    | USA Estados Unidos Insook Bhushan Diana Gee Lisa Gee Takako Tren Holme | CUB Cuba Madeleine Armas Marta Báez Carmem Miranda Yera Maricel Ramirez | CAN Canadá Mariann Domonkos Thanh Mach Helene Bedard |